# 10112 Skookumjim
A 10112 Skookumjim (ideiglenes jelöléssel (10112) 1992 OP1) a Naprendszer kisbolygóövében található aszteroida. Henry Holt fedezte fel 1992. július 31-én.

## Kapcsolódó szócikk
- Kisbolygók listája (10001–10500)